# Liste der Kulturgüter in Château-d’Oex
Die Liste der Kulturgüter in Château-d’Oex enthält alle Objekte in der Gemeinde Château-d’Oex im Kanton Waadt, die gemäss der Haager Konvention zum Schutz von Kulturgut bei bewaffneten Konflikten, dem Bundesgesetz vom 20. Juni 2014 über den Schutz der Kulturgüter bei bewaffneten Konflikten sowie der Verordnung vom 29. Oktober 2014 über den Schutz der Kulturgüter bei bewaffneten Konflikten unter Schutz stehen.
Objekte der Kategorien A sind im Gemeindegebiet nicht ausgewiesen, Objekte der Kategorie B sind vollständig in der Liste enthalten, Objekte der Kategorie C fehlen zurzeit (Stand: 1. Januar 2023).

## Kulturgüter
| Foto |                                                                          | Objekt | Kat. | Typ | Standort                                            | Beschreibung |
| ---- | ------------------------------------------------------------------------ | --- | ---- | --- | --------------------------------------------------- | ------------ |
| BW   | Datei hochladen                                                          | Les Ciernes-Picat, abri mésolithique / Les Ciernes-Picat, mesolithischer Abri KGS-Nr.: 09689                                                                 | A    | F   | Route des Ciernes-Picat 579200 / 150700             |              |
| BW   | Datei hochladen · Wikidata zu L'Etivaz, Kirche (Q29890644)               | Reformierte Kirche von L’Etivaz, Kirche / Temple de l’Etivaz KGS-Nr.: 05975                                                                                  | B    | G   | L’Etivaz, Route des Blanchettes 38b 577643 / 141513 |              |
| BW   | Datei hochladen · Wikidata zu Museum Vieux Pays-d'Enhaut (Q27479977)     | Museum Vieux Pays-d'Enhaut / Musée du Vieux Pays-d'Enhaut KGS-Nr.: 05976                                                                                     | B    | S   | Route de la Villa d’Œx 64 576711 / 147252           |              |
| ja   | Datei hochladen · Wikidata zu Reformierte Kirche Saint-Donat (Q29890637) | Reformierte Kirche Saint-Donat (an der Stelle einer mittelalterlichen Burg) / Église réformée Saint-Donat (sur le site d'un château médiéval) KGS-Nr.: 05977 | B    | G   | Chemin du Temple 9 576248 / 146858                  |              |
| BW   | Datei hochladen · Wikidata zu L'Etivaz, Pfarrhaus (Q29890640)            | Pfarrhaus von L’Etiva / Cure de L’Etivaz KGS-Nr.: 14582 | B    | G   | L’Etivaz, Route des Blanchettes 39 577673 / 141516  |              |
| BW   | Datei hochladen · Wikidata zu Pfarrhaus (Q29890633)                      | Pfarrhaus / Cure KGS-Nr.: 14583 | B    | G   | Route de la Villa d’Œx 4 576284 / 147040            |              |